# لودمییا لاکبه کانوت
لودمییا لاکبه کانوت (اسپانیایی: Ludmilla Lacueva Canut‎؛ زادهٔ ۲۸ ژوئیهٔ ۱۹۷۱ در اسکالدز-انگوردانی) نویسنده کتب‌های داستانی و غیرداستانی اهل آندورا است که برای روزنامه باندیا مقاله نیز می‌نویسد. وی در اصلاً در رشته صنعت مهمان‌یاری آموزش دیده است.